# Синдром Шегрена
Синдро́м Шегре́на (англ. Sjögren syndrome; рідше — хвороба Шегрена) — автоімунне ураження, яке відносять до системних хвороб сполучної тканини. Характеризується ураженням залоз, які виділяють секрет, головним чином, слинних і слізних.

## Історичні відомості
Синдром назвали на честь шведського офтальмолога Генріка Шегрена, який у 1933 році описав його у своїй дисертаційній роботі. Однак її не оцінили, навіть не давши Шегрену відповідний науковий ступінь. Лише за декілька років потому її високо сприйняли, коли роботу переклали англійською мовою.

## Клінічні ознаки
Постійною ознакою синдрому є ураження слізних залоз зі зниженням секреції слізної рідини. Хворі скаржаться на неприємні відчуття «піску» в очах. Нерідко відзначаються свербіж повік, почервоніння. Пізніше з'являються світлобоязнь, звуження очних щілин, знижується гострота зору. Другою, обов'язковою і постійною ознакою є ураження слинних залоз. Нерідко ще до появи цих ознак відзначаються сухість червоної облямівки губ, заїди, стоматит, збільшення регіонарних лімфатичних вузлів, множинний карієс зубів.

## Лікування
На даний момент не існує, лікувальний процес зводиться до підтримуючої терапії.
Від цієї хвороби померла українська співачка Оксана Хожай.